# Alberto Fazio
Alberto Agustín Fazio, noto anche col nome italianizzato Alberto Fassio (Buenos Aires, 15 settembre 1918 – ...), è stato un calciatore argentino con passaporto italiano.

## Statistiche

### Presenze e reti nei club
| Stagione        | Club            | Campionato | Campionato | Campionato |
| Stagione        | Club            | Comp       | Pres       | Reti       |
| --------------- | --------------- | ---------- | ---------- | ---------- |
| 1939-40         | San Lorenzo     | PD         | 0          | 0          |
| 1940-41         | Lazio           | A          | 9          | 0          |
| 1941-42         | Lazio           | A          | 26         | 0          |
| 1942-43         | Lazio           | A          | 24         | 0          |
| Totale Lazio    | Totale Lazio    |            | 59         | 0          |
| Totale carriera | Totale carriera |            | 59         | 0          |